# Hluboký potok (přítok Moravy)
Hluboký potok (německy Tiefer Graben) pramení na svahu hory Malý Sněžník, ve výšce asi 1240 m n. m. Pramen se nachází v zachovalé horské smrčině. Teče hlubokou roklí se strmými svahy k jihu, později se stáčí k jihovýchodu a přibírá několik dalších zdrojnic. V nižších polohách se místy v okolí potoka dochovaly horské acidofilní bučiny, což jsou zde smíšené lesy tvořené smrkem ztepilým (Picea abies), bukem lesním (Fagus sylvatica) a na živnějších místech v rokli bývá přimíšen javor klen (Acer pseudoplatanus). Někde však byly tyto lesy přeměněny na kulturní smrčiny. V asi 760 m n. m. se vlévá jako pravostranný přítok do Moravy, délka toku je asi 2 km.

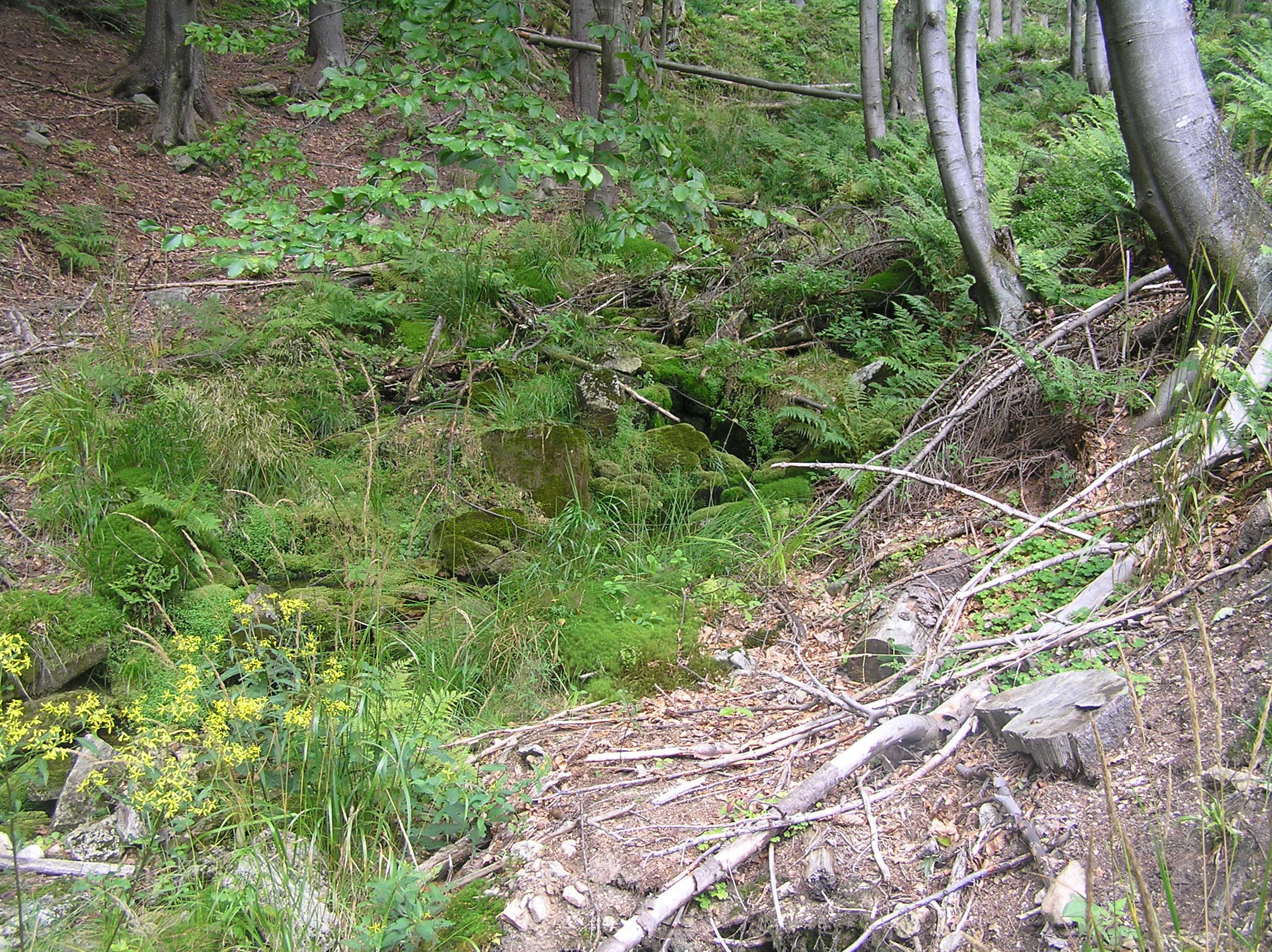
Hluboký potok
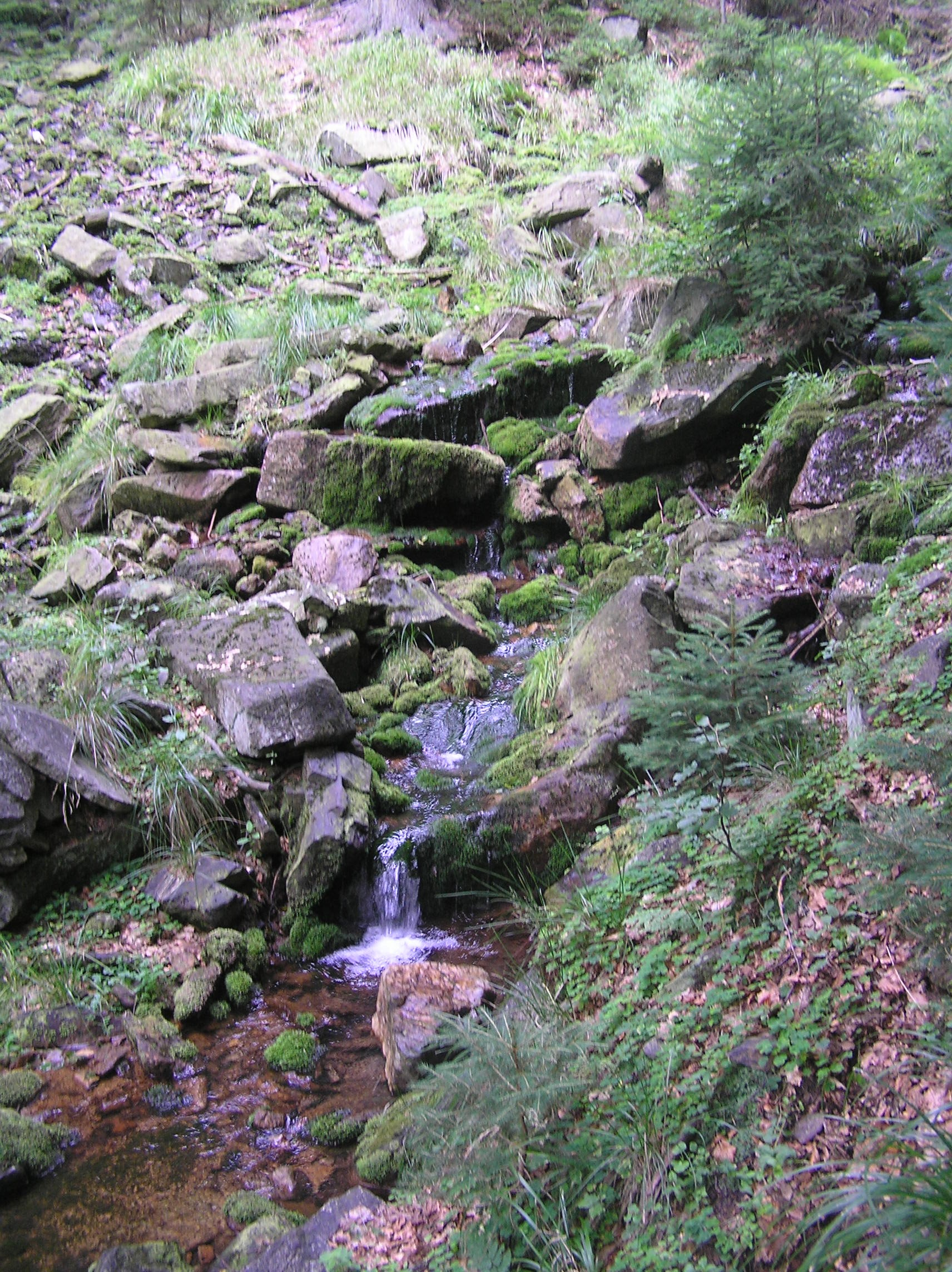
Hluboký potok ve vyšší části toku